# Bodo Dringenberg

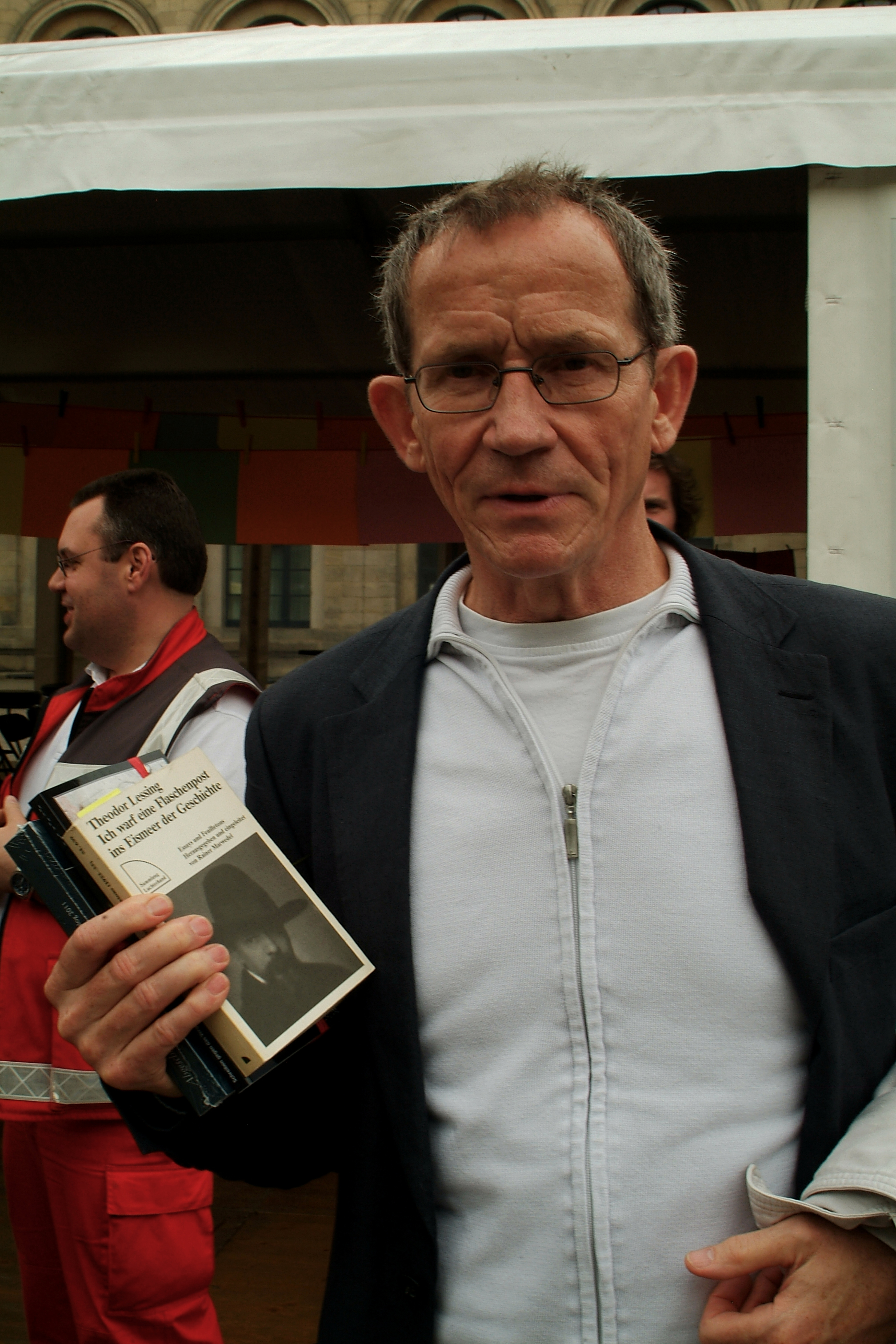
Bodo Dringenberg (2012)

Bodo Dringenberg (* 7. März 1947 in Hannover) ist ein deutscher Krimiautor und Literat.

## Leben
Der in der Nachkriegszeit 1947 in Hannover geborene Bodo Dringenberg studierte die Fächer Germanistik und Politikwissenschaft und lebt seit 1972 erneut in der niedersächsischen Landeshauptstadt, in der er als wissenschaftlicher Mitarbeiter der Universität Hannover tätig wurde.
Neben Publikationen wie beispielsweise Kriminalromanen schrieb Dringenberg für verschiedene Rundfunkanstalten. Daneben konzipierte er kulturelle Veranstaltungen.

## Schriften (Auswahl)
- Renate Deuter et al. (Bearb.), Renate Riebe, Bodo Dringenberg (Texte): Bergen-Belsen, Frauen im Konzentrationslager, Katalog zur gleichnamigen Ausstellung im Foyer der Gedenkstätte Bergen-Belsen vom 7. Mai bis 8. Juli 1994, hrsg. von der Projektgruppe "Frauen in Konzentrationslagern" am Historischen Seminar der Universität Hannover, Hannover: Reichold, 1994, ISBN 978-3-930459-06-3 und ISBN 3-930459-06-X
- Bodo Dringenberg (Text), Mathias Lyssy (Original-Fotografien):  Al-dente-Positionen, Begleitschrift zur Ausstellung "Mathias Lyssy - Broken Prints"; die Polaroidbeilage entstand während einer Performance am 16. April 1999, limitierte Auflage, Hannover: Edition Galerie 13,  1999
- Sehzunge. Ein Seestück, Hannover: Edition Schauraum, 2000
- Listen-Schnitte, Hannover: Edition Schauraum, 2000
- Neyenooger Netz, Krimi, Hannover: Schöneworth-Verlag, 2003, ISBN 978-3-9808805-7-2 und 3-9808805-7-5
- Susanne Mischke (Hrsg.), Bodo Dringenberg: Mord auf dem Wilhelmstein : ein historischer Kriminalroman, Springe: zu Klampen Verlag, 2007, ISBN 978-3-933156-92-1 und ISBN 3-933156-92-0; Inhaltstext
- Kleiner Tod im großen Garten. Kurzkrimis, Springe: zu Klampen, 2009, ISBN 978-3-86674-045-7;
- Bodo Dringenberg, Stefan Kleinschmidt: Furie und Fortuna. Hannover im Dreißigjährigen Krieg, Roman, 1. Auflage, Hannover: Wehrhahn Verlag, 2017, ISBN 978-3-86525-618-8 und ISBN 3-86525-618-X; Inhaltsverzeichnis
- Susanne Mischke (Hrsg.), Bodo Dringenberg: Die Gruft im Wilhelmstein. Historischer Kriminalroman, Springe: zu Klampen, 2011, ISBN 978-3-86674-099-0; Inhaltstext
- Mord auf dem Wilhelmstein. Ein historischer Kriminalroman, Springe: zu Klampen, 2012, ISBN 978-3-86674-041-9
- Christian Friedrich Sölter, Susanne Mischke, Katja Merx, Kersten Flenter, Bodo Dringenberg et al.: Ein Pils, ein Sekt, ein Todesfall. 7 hannoversche Kneipenkrimis, Springe: zu Klampen, 2015, ISBN 978-3-86674-440-0
- Die Inseldirne vom Wilhelmstein. Erinnerungen der Ursula Stindt von 1769–1792. Erzählung, Springe: zu Klampen, 2015, ISBN 978-3-86674-417-2 und ISBN 978-3-86674-430-1 und ISBN 3-86674-430-7
- Rolf Cantzen, Bodo Dringenberg: Biere, Tiere, Anarchie. Jaroslav Hašek – mehr als Schwejk, Köln: Lauenweber, 2018, ISBN 978-3-9817920-9-6 und ISBN 3-9817920-9-2; Inhaltsverzeichnis